# مطار خريص
مطار خريص (بالإنجليزية: Khurais Airport)‏ هو مطار صغير في حقل خريص النفطي في المنطقة الشرقية من المملكة العربية السعودية. المطار يحتل مساحة 1.2 كم 2 بجوار المخيم السكني. وقد حل هذا المطار محل مطار خريص السابق (القديم) .

## نظرة عامة
تمتلك وتدير المطار شركة أرامكو السعودية، وهي الشركة الوطنية للنفط في المملكة العربية السعودية، الذي يوفر الدعم اللوجستي لمجمع النفط النائي. وذلك باستخدام طائرات بوينغ 737 وبومباردييه داش 8، وتقوم الشركة بتشغيل رحلات مجدولة إلى الدمام حيث المقر الرئيسي في الظهران.

## المرافق
تم تجهيز المطار بمدرج واحد، بطول 2،430 متر وعرض 30 مترا. يمكن العثور على 7 مواقف / بوابات هناك بالإضافة إلى مهبط للطائرات المروحية.

## روابط خارجية
- Skyvector.com